# Didymocyrtis consimilis
Didymocyrtis consimilis är en svampart som beskrevs av Vain. 1921. Didymocyrtis consimilis ingår i släktet Didymocyrtis, klassen Dothideomycetes, divisionen sporsäcksvampar och riket svampar.   Inga underarter finns listade i Catalogue of Life.